# Fragments d'hébétude
Albums de Hubert-Félix Thiéfaine
Chroniques bluesymentales
(1990) La Tentation du bonheur
(1996)
Singles
1. Les Mouches bleues
Sortie : 1993

Fragments d'hébétude est le dixième album d'Hubert-Félix Thiéfaine et le second d'un diptyque enregistré aux États-Unis.

## Pistes
Tous les titres sont signés H.F.Thiéfaine/H.F.Thiéfaine.
1. Crépuscule-transfert - 5:27
2. Les Mouches bleues - 5:10
3. Est-ce ta première fin de millénaire ? - 3:15
4. Bruit de bulles - 4:51
5. Fin de partie - 4:50
6. Animal en quarantaine - 4:25
7. Série de 7 rêves en crash position - 5:28
8. Juste une valse noire - 3:59
9. Paranoïd Game - 4:08
10. Maalox Texas Blues - 5:48
11. La Terre tremble - 3:25
12. Une provinciale de petite bourgeoisie - 4:35
13. Encore un petit café - 4:47
14. Terrien, t'es rien - 6:15

## Crédits
- Chant, Guitares : Hubert-Félix Thiéfaine
- Guitares, claviers : Patrice Marzin
- Guitares : Waddy Wachtel
- Guitares : Chris Spedding
- Harmonica : Jimmy Z.
- Claviers, Piano : Bill Payne
- Violoncelle : Patrice Tison
- Basse : Bob Glaub
- Batterie, Percussions : Tony Brock
- Chœurs : Carole Rowley, Kate Markowitz